# Zespół ekologiczny
Zespół ekologiczny, zespół konkurencyjny – zgrupowanie gatunków (zwykle z tej samej grupy taksonomicznej i o porównywalnej wielkości ciała), które wspólnie występują i korzystają z zasobów określonego środowiska oraz podlegają podobnym jego wpływom. Ponieważ nisze tych gatunków pokrywają się ze sobą, występują między nimi oddziaływania konkurencyjne, co kształtuje stosunek ich liczebności względem siebie.
Rozwój oraz zmiany poszczególnych zespołów ekologicznych określane są jako sukcesja ekologiczna.